# 1730 a tudományban
Az 1730. év a tudományban és technikában.

## Születések
- december 13. – Sir William Hamilton skót diplomata, régész, vulkanológus († 1803)[1][2]
- Étienne Bézout matematikus
- Jelky András utazó
- Johann Hedwig botanikus
- Charles Messier csillagász